# 幕末恋華 新選組
『幕末恋華・新選組』（ばくまつれんかしんせんぐみ）は、2004年12月22日にディースリー・パブリッシャー（開発はVRIDGE）からPS2用に発売された恋愛アドベンチャーゲーム。2008年11月27日にニンテンドーDS、2021年6月17日にNintendo Switchに移植された。

## 概要
2007年10月4日に、続編『幕末恋華・花柳剣士伝』が発売された。『新選組』『花柳剣士伝』とも、作画はtoko。シナリオは館山緑と砂原有季（2作目のみ参加）が担当している。

## 幕末恋華・新選組

### ストーリー
女隊士として新選組に入隊した主人公が、さまざまな新選組隊士と恋に落ちていく。

### 登場人物

#### メインキャラクター
桜庭鈴花（さくらば すずか）
声：植田佳奈（ドラマCDと続編のみ出演）
主人公。 会津藩の剣術道場の娘。剣で身を立てるため、母親が仕えていた照姫の義理の弟である松平容保の口添えで新選組に入隊する。
近藤勇（こんどう いさみ）
声：森田成一
土方歳三（ひじかた としぞう）
声：置鮎龍太郎
沖田総司（おきた そうじ）
声：石田彰
山南敬助（やまなみ けいすけ）
声：小西克幸
永倉新八（ながくら しんぱち）
声：森久保祥太郎
原田左之助（はらだ さのすけ）
声：中井和哉
斎藤一（さいとう はじめ）
声：三木眞一郎
藤堂平助（とうどう へいすけ）
声：松野太紀
山崎烝（やまざき すすむ）
声：皆川純子
才谷梅太郎（さいたに うめたろう）
声：櫻井孝宏

#### サブキャラクター
芹沢鴨
声：酒井敬幸
井上源三郎
声：羽多野渉
大石鍬次郎
声：加藤木賢志
島田魁
声：米田直嗣
武田観柳斎
声：茂木優
伊東甲子太郎
声：高橋良吉
篠原泰之進
声：河本邦弘
服部武雄
声：宮島史年
照姫
声：小林ゆう
松平容保
声：加藤木賢志

## 幕末恋華・花柳剣士伝

### 登場人物

#### メインキャラクター
志月倫（しづき りん）
主人公（名前変更可能）。
庵（いおり）
声：子安武人
咲彦（さきひこ）
声：宮野真守
辰巳（たつみ）
声：諏訪部順一
相馬肇（そうま はじめ）
声：松風雅也
三木三郎（みきさぶろう）
声：吉野裕行
大石鍬次郎（おおいし くわじろう）
声：加藤木賢志
中村半次郎（なかむら はんじろう）
声：羽多野渉
陸奥陽之助（むつ ようのすけ）
声：谷山紀章
富山弥兵衛（とみやま やへい）
声：高橋広樹
鹿取菊千代（かとり きくちよ）
声：皆川純子

#### サブキャラクター
前作のメイン・サブキャラも登場する。
慈照（じしょう）
声：中村浩太郎
おこう
声：豊口めぐみ
乙乃（いつの）
声：堀江真理子
絹緒（きぬお）
声：紗川じゅん
野村利三郎（のむら りさぶろう）
声：谷内健
尾形俊太郎（おがた しゅんたろう）
声：森伸
松本良順（まつもと りょうじゅん）
声：酒井敬幸
西郷吉之助（さいごう きちのすけ）
声：茂木優
大久保一蔵（おおくぼ いちぞう）
声：石川和之
別府晋介（べっぷ しんすけ）
声：小笠原淳
武市瑞山（たけいち ずいざん）
声：阪田智靖
新井忠雄（あらい ただお）
声：大沼淳史
相楽総三（さがら そうぞう）
声：小田井涼平

## 関連商品
書籍
- 幕末恋華・新選組 公式ビジュアルファンブック
- 幕末恋華・新選組 シナリオブック
- 恋華草紙 上 幕末恋華・新選組短編集（小説：館山緑）
- 恋華草紙 下 幕末恋華・新選組短編集
- 幕末恋華・新選組（漫画：黒百合姫[2]）
- 幕末恋華・新選組 新装版（漫画：黒百合姫）
- 幕末恋華・新選組DS コンプリートガイドブック
- 幕末恋華・花柳剣士伝 公式ビジュアルファンブック
- 幕末恋華・花柳剣士伝 1（漫画：黒百合姫）
- 幕末恋華・花柳剣士伝 2

CD
- 幕末恋華・新選組 オリジナルサウンドトラック
- 幕末恋華・新選組 ドラマCD
- 幕末恋華・新選組 ドラマCD - 壬生狼という華 -
- 幕末恋華・新選組 キャラクターソング&ドラマCD
- 幕末恋華・新選組DS 天上の華
- 幕末恋華・花柳剣士伝 オリジナルサウンドトラック
- 幕末恋華・花柳剣士伝 キャラクターソング〜其の壱 庵・大石鍬次郎
- 幕末恋華・花柳剣士伝 キャラクターソング〜其の弐 辰巳・富山弥兵衛
- 幕末恋華・花柳剣士伝 キャラクターソング〜其の参 相馬肇・陸奥陽之助
- 幕末恋華・花柳剣士伝 キャラクターソング〜其の肆 三木三郎・鹿取菊千代
- 幕末恋華・花柳剣士伝 キャラクターソング〜其の伍 咲彦・中村半次郎

DVD
- 新選組・恋華の宴
- Twinkle Date イイ汗かこうぜっ夏!
- 恋華の宴・寿
- 恋華の宴・舞

CD-ROM
- 幕末恋華・新選組 ですくとっぷあくせさりぃ